# Refugio Padre Balduíno Rambo
El refugio Padre Balduino Rambo (en portugués: Refúgio Pe. Balduino Rambo) fue un refugio de verano de Brasil en la Antártida. Estaba situado en la isla Rey Jorge, de las Shetland del Sur. Fue inaugurado en el verano de 1985 durante la OPERANTAR III. Dependía logística y administrativamente de la Estación Antártica Comandante Ferraz. Recibió su nombre en homenaje al religioso, profesor, periodista, escritor, botánico y geógrafo brasileño Balduíno Rambo.
Fue el primer refugio antártico brasileño y fue desmantelado durante 2004.
El refugio del Programa Antártico Brasileño era una pequeña construcción que podía acomodar a 4 científicos durante 60 días.
Estaba construido con materiales donados por empresas del estado de Río Grande del Sur, paneles tipo sándwichs con estructura metálica. Tenía un abastecimiento de agua de deshielo que llegaba desde lagunas ubicadas a mayor altura. En el verano de 1987-1988 estaba muy deteriorado con infiltración de agua y necesidad de un mantenimiento importante. Estas razones y algunas dificultades con la Base Marsh obligaron a su abandono en 1990.